# NGC 1534
NGC 1534 (również PGC 14547) – galaktyka spiralna (S0-a), znajdująca się w gwiazdozbiorze Sieci. Odkrył ją John Herschel 26 grudnia 1834 roku.